# Besleria pauciflora
Besleria pauciflora är en tvåhjärtbladig växtart som beskrevs av Henry Hurd Rusby. Besleria pauciflora ingår i släktet Besleria och familjen Gesneriaceae. Inga underarter finns listade i Catalogue of Life.